# Mátyás Rákosi
Mátyás Rákosi född 14 mars 1892 i Ada, Banatet, död 5 februari 1971 i Gorkij i Sovjetunionen, var en ungersk kommunistisk politiker och generalsekreterare för ungerska kommunistpartiet tillika Ungerns de facto diktator mellan 1945 och 1956. Han gjorde sig känd för uppblåst personkult, blodig terror mot den ungerska befolkningen och oreserverad lojalitet till Sovjetunionen.
Han föddes som Mátyás Rosenfeld i en välbärgad judisk familj. Fadern ändrade namnet till det mer ungerskt klingande Rákosi 1904. Rákosi fick som ung begåvad 17-åring ett stipendium för att studera klassiska språk vid Orientaliska akademin i Budapest. Därefter arbetade han som kontorist i Hamburg och på en bank i London. När första världskriget bröt ut återvände han hem till Österrike-Ungern anmälde han sig som frivillig i armén. Han stred på östfronten och steg i graderna. 1915 tillfångatogs han med sergeants grad av ryssarna.

## Krigsfångenskapen
Under sin krigsfångenskap när bolsjevikerna tog över makten blev han övertygad kommunist och en av grundarna av det ungerska kommunistpartiet. Under Béla Kuns kommunistiska rådsrepublik i Ungern var han dess yngste kommissarie. När amiral Miklós Horthy tog över makten flydde han till Sovjetunionen där han blev sekreterare i Komintern och med sina goda kunskaper i tio språk användes han för att hjälpa till att skapa Moskvatrogna kommunistpartier i Tjeckoslovakien, Österrike och Italien. 1925 blev han sänd till Ungern för att agitera. Eftersom kommunism var förbjuden i landet dömdes han för uppvigling till åtta års fängelse som vid straffets slut omvandlades till livstid och skaffade honom martyrstatus och ryktbarhet i vänstervärlden. Efter Molotov-Ribbentroppakten utväxlades han 1940 av ungrarna mot två flaggor från Lajos Kossuths revolution 1848, och fick resa till Sovjet där han mottogs som en hjälte av Stalin.

## Efter erövringen av Ungern
När Sovjetunionen erövrade Ungern 1944 efter att landet har varit ockuperat av Nazityskland, återvände Rákosi som ledare för Moskvatrogna ungerska kommunister till Ungern. Stalin tillät överraskande det enda fria valet 4 november 1945 i Östeuropa efter andra världskriget och före östkommunismens fall 1990. Kommunisterna fick dock bara 17%. Partiet fick tre ministerposter och Rákosi blev vicepremiärminister och Zoltán Tildy från småbrukarpartiet blev premiärminister. Rákosi inledde det som kom att kallas "salamitaktiken", det vill säga flytta fram sina positioner genom att intriger, mutor, misskreditering, utrensning, och inte minst genom att anklaga för spioneri. Inom kort hade makten koncentrerats under Rákosi. ÁVO, den ungerska säkerhetspolisen bildades efter NKVDs mönster och bidrog till att oskadliggöra obekväma icke-kommunister och kommunister som misshagade Rákosi, eller betraktades som hot. Rákosi var övertygad stalinist och starkt lojal mot Sovjetunionen. I personkultspropagandan utmålade man honom som "Stalins bäste elev" och "den vise ledaren". Det mest förvirrande inslaget var Rákosis antisemitiska utrensningar (eftersom han själv var jude).

### Efter Stalin
Efter Stalins död 1953 uppstod en maktkamp i Kreml mellan Nikita Chrusjtjov, Vjatjeslav Molotov, Anastas Mikojan och NKVD-chefen Lavrentij Berija. Kreml bestämde sig för att föra fram Imre Nagy, en protegé hos Berija, som en ny premiärminister. Berija sade: "Kamrat Rákosi, vi vet att Ungern lytt under habsburgska kejsare, tatariska khaner, polska prinsar, turkiska sultaner och österrikiska kejsare. Men såvitt vi vet har ni ännu inte haft någon judisk konung, och det är vad ni försöker bli. Ni kan känna er övertygad om att vi aldrig kommer att tillåta det."
Vid Ungernrevolten 1956 flydde han till Sovjetunionen. När János Kádár tog över makten i Ungern efter Ungernrevolten träffade han en överenskommelse med Kremlledningen att Rákosi inte skulle återvända till landet, då han sågs som en för stor belastning för det kommunistiska partiet och Kádár fruktade att denne skulle återigen börja intrigera för att ta över makten.
Rákosi tillbringade större delen av resten av sitt liv i Kirgiziska SSR.

## Sammanfattning av 1950-1953
Rákosis skräckvälde tillfogade det ungerska folket stort lidande och stod i förhållande till folkmängden på 10 miljoner inte efter Stalins terror. Åren 1950-53 då Rákosi stod på toppen av sin makt kan sammanfattas som:
- 1,3 miljoner åtalades, varav hälften dömdes till fängelse
- 50 000 arresterades på falska anklagelser, och utan rättslig prövning
- 2 350 dödades i summariska avrättningar
- Oräkneligt antal fick ruttna bort och dö i polisens celler
- ÁVO drev tre koncentrationsläger med 40 000 fångar
- Av 850 000 medlemmar av kommunistpartiet blev hälften satt i fängelse, arbetsläger, avrättats eller tvingats i exil.
- En familj av tre drabbades av terrorn, och ofta fängslades hela familjer om en medlem föll i onåd.[5]

Perioden under Rákosi, liksom själva revolten, blev under Kádár ett ämne som man teg om ända till kommunismens fall 1989. Folkmord och det nationella trauma hans styre skapade blev aldrig juridiskt behandlat och Rákosis har inte ställts till ansvar under Kádárs tid.